# Lunjevac
Lunjevac (cyr. Луњевац) – wieś w Serbii, w okręgu podunajskim, w mieście Smederevo. W 2011 roku liczyła 563 mieszkańców.